# کنوانسیون برده‌داری ۱۹۲۶
کنوانسیون برده‌داری ۱۹۲۶ (انگلیسی: 1926 Slavery Convention) یا کنوانسیون منع تجارت برده و لغو برده‌داری یک معاهده بین‌المللی است که با کوشش لیگ ملل به وجود آمد و اول بار در روز ۲۵ ماه سپتامبر ۱۹۲۶ امضا گردید. این معاهده در ذیل پیمان‌های اتحاد ملل در روز ۹ ماه مارس ۱۹۲۷ به ثبت رسید و همان روز به مرحله اجرا درآمد. هدف کنوانسیون تأیید و پیشبرد لغو برده‌داری و تجارت برده‌است.

## پیشینه
در مصوبه کنفرانس بروکسل ۱۸۹۰ امضا کنندگان روشن ساختند که همگی درصدد هستند تا تمایل اکید خود را برای پایان دادن به ترافیک برده‌های آفریقایی به‌اجرا بگذارند. قانون بروکسل در کنوانسیون سن ژرمن آن لایه با امضای نیروهای متحدین در جنگ جهانی اول در تاریخ ۱۰ سپتامبر ۱۹۱۹ تکمیل و مورد تجدید نظر قرار گرفت. در این کنوانسیون امضاکنندگان متعهد شدند تا «تلاش کنند تا مطمئن شوند که لغو بردگی در هرکجا و به هر شکل و منع تجارت برده در زمین و دریا انجام شود» (بند ۱۱) برای این منظور یک کمیسیون برده‌داری موقت توسط لیگ ملل در ماه ژوئن سال ۱۹۲۴ منصوب شد.

## اهمیت کنوانسیون
کنوانسیون برده‌داری سال ۱۹۲۶ قوانین و مقررات ملموسی را برای پیشبرد لغو برده‌داری و تجارت برده پایه‌گذاری کرد.
برده‌داری بشرح زیر تعریف شد (بند. ۱):
- موقعیت یا وضعیت فردی که هر یک یا تمامی حقوق مالکیت در مورد او اعمال شود.

تجارت برده به این شکل تعریف شد که شامل موارد زیر باشد:
- کلیه اعمال شامل دستگیری، در اختیار گرفتن یا در اختیار دیگری قرار دادن یک فرد با قصد تبدیل او به برده، کلیه اقداماتی که به‌مالکیت یک برده با رویکرد فروش یا تبادل او، کلیه اعمال در اختیار گرفتن یک برده از طریق فروش یا معاوضه او به‌هدف فروش یا تعویض با دیگری و در کل، هر فعالیت تجاری یا حمل و نقل بردگان.

## اقدامات تکمیلی
کنوانسیون با پروتکلی که آن را در روز ۷ ماه ژوئیه ۱۹۵۵ به اجرا درمی‌آورد اصلاح شد.